# Sven Müller (voetballer)
Sven Tobias Müller (Keulen, 16 februari 1996) is een Duitse voetbalkeeper. Sinds 2004 speelt hij voor 1. FC Köln waarvoor hij in seizoen 2016/17 debuteerde in het eerste elftal.

## Carrière
In 2004 maakte Müller de overstap van SC West Köln naar de jeugdafdeling van profclub 1. FC Köln. Nadat hij eerder uitkwam voor de U-17 en U-19 van de club maakte hij op 1 maart 2014 zijn debuut voor het tweede elftal van de club, uitkomend in de Regionalliga West. Voor het team keepte hij in zowel seizoen 2013/14 als 2014/15 één wedstrijd. In seizoen 2015/16 speelde hij 11 wedstrijden, waarin hij 17 doelpunten tegen kreeg.
In maart 2016 tekende Müller zijn eerste profcontract en trad hij toe tot de eerste selectie bij aanvang van Bundesligaseizoen 2016/17 als derde doelman achter Timo Horn en Thomas Kessler. Op 20 augustus waren beide keepers, om wisselende redenen, niet beschikbaar waardoor Müller zijn debuut voor het eerste kon maken tegen BFC Preussen in de strijd om de DFB Pokal (7-0 winst). Enkele dagen volgde zijn competitiedebuut in de uitwedstrijd tegen VfL Wolfsburg, waarin hij wederom de nul wist te behouden (0-0).
Müller speelde eenmaal een jeugdinterland voor Duitsland. Met de U-15 wist hij op 11 november 2010 met 2-0 te winnen van Polen.

## Clubstatistieken
| Seizoen              | Club                 |                      | Competitie           | Competitie | Competitie | Beker | Beker | Internationaal | Internationaal | Overig | Overig | Totaal | Totaal |
| Seizoen              | Club                 | Wed.                 | Competitie           | Dlp.       | Wed.       | Dlp.  | Wed.  | Dlp.           | Wed.           | Dlp.   | Wed.   | Dlp.   |        |
| -------------------- | -------------------- | -------------------- | -------------------- | ---------- | ---------- | ----- | ----- | -------------- | -------------- | ------ | ------ | ------ | ------ |
| 2013/14              | 1. FC Köln II        | Vlag van Duitsland   | Regionalliga West    | 1          | 0          | 0     | 0     | -              | -              | -      | -      | 1      | 0      |
| 2014/15              | 1. FC Köln II        | Vlag van Duitsland   | Regionalliga West    | 1          | 0          | 0     | 0     | -              | -              | -      | -      | 1      | 0      |
| 2015/16              | 1. FC Köln II        | Vlag van Duitsland   | Regionalliga West    | 11         | 0          | 0     | 0     | -              | -              | -      | -      | 11     | 0      |
| Totaal 1. FC Köln II | Totaal 1. FC Köln II | Totaal 1. FC Köln II | Totaal 1. FC Köln II | 13         | 0          | 0     | 0     | -              | -              | -      | -      | 13     | 0      |
| 2016/17              | 1. FC Köln           | Vlag van Duitsland   | Bundesliga           | 1          | 0          | 1     | 0     | -              | -              | -      | -      | 2      | 0      |
| Totaal 1. FC Köln    | Totaal 1. FC Köln    | Totaal 1. FC Köln    | Totaal 1. FC Köln    | 1          | 0          | 1     | 0     | -              | -              | -      | -      | 2      | 0      |
| Totaal               | Totaal               | Totaal               | Totaal               | 14         | 0          | 1     | 0     | -              | -              | -      | -      | 15     | 0      |

Bijgewerkt t/m 19 september 2016
1 Schwäbe ·
2 Schmied ·
3 Heintz ·
4 Hübers  ·
5 Soldo ·
6 Martel ·
7 Ljubičić ·
8 Huseinbašić ·
9 Waldschmidt ·
11 Kainz ·
12 Nickisch ·
13 Uth ·
15 Kilian ·
16 Obuz ·
17 Paçarada ·
19 Lemperle ·
20 Pentke ·
21 Tigges ·
22 Christensen ·
24 Pauli ·
25 Gazibegović ·
29 Thielmann ·
34 Harchaoui ·
35 Finkgräfe ·
37 Maina ·
42 Downs ·
43 Čuber Potočnik ·
44 Köbbing ·
47 Olesen ·
Coach: Struber